# Jorge Joaquín Cendoya
Jorge Joaquín Cendoya (Vicuña Mackenna, 5 de septiembre de 1928-Río Cuarto, 20 de enero de 2016) fue un abogado y político argentino de la Unión Cívica Radical que se desempeñó como senador nacional por la provincia de Córdoba entre 1992 y 1995.

## Biografía
Nació en Vicuña Mackenna (Córdoba) en 1928. Se recibió de abogado en la Facultad de Derecho y Ciencias Sociales de la Universidad Nacional de Córdoba en 1951.
En política, se afilió a la Unión Cívica Radical (UCR) en 1954. En el ámbito partidario, integró el comité del partido en el departamento Río Cuarto y la convención nacional. Fue concejal, senador provincial y ministro en la gobernación de Eduardo Angeloz. En 1987 fue convencional constituyente en la reforma de la Constitución de la Provincia de Córdoba, presidiendo el bloque radical. También se desempeñó dos veces como presidente del Banco de Córdoba, entre 1983 y 1986 y nuevamente entre 1987 y 1989.
En abril de 1992 asumió como senador nacional por la provincia de Córdoba, para completar el mandato de Edgardo Grosso (quien había sido elegido vicegobernador y que a su vez había reemplazado en el Senado a Macario Carrizo, elegido en 1986), hasta diciembre de 1995. Fue secretario del bloque de senadores de la UCR, vocal en las comisiones de Minería y de Educación, como así también presidente de la comisión de Juicio Político.
Falleció en enero de 2016, a los 87 años, en Río Cuarto.